# Donald-Olivier Sié
Donald-Olivier Sié (Costa de Marfil, 03 de abril de 1970) es un exfutbolista marfileño que se desempeñaba como centrocampista.
Donald-Olivier Sié jugó 42 veces y marcó 6 goles para la selección de fútbol de Costa de Marfil entre 1990 y 2000.

## Trayectoria

### Clubes
| Club                 | País            | Año         |
| -------------------- | --------------- | ----------- |
| ASEC Mimosas         | Costa de Marfil | 1995 - 1996 |
| Nagoya Grampus Eight | Japón           | 1996        |
| ASEC Mimosas         | Costa de Marfil | 1997 - 1998 |
| Toulouse FC          | Francia         | 1998 - 1999 |
| Racing               | Francia         | 1999 - 2000 |
| Stade de Reims       | Francia         | 2000 - 2001 |
| JS Cugnaux           | Francia         | 2001 - 2010 |

### Selección nacional
| Selección | País            | Año         |
| --------- | --------------- | ----------- |
| Absoluta  | Costa de Marfil | 1990 - 2000 |

## Estadística de equipo nacional
| Selección de fútbol de Costa de Marfil | Selección de fútbol de Costa de Marfil | Selección de fútbol de Costa de Marfil |
| Año                                    | Part.                                  | Goles                                  |
| -------------------------------------- | -------------------------------------- | -------------------------------------- |
| 1990                                   | 1                                      | 1                                      |
| 1991                                   | 2                                      | 1                                      |
| 1992                                   | 5                                      | 2                                      |
| 1993                                   | 6                                      | 0                                      |
| 1994                                   | 9                                      | 1                                      |
| 1995                                   | 2                                      | 0                                      |
| 1996                                   | 3                                      | 0                                      |
| 1997                                   | 1                                      | 0                                      |
| 1998                                   | 6                                      | 0                                      |
| 1999                                   | 3                                      | 0                                      |
| 2000                                   | 4                                      | 1                                      |
| Total                                  | 42                                     | 6                                      |